# Pràctica
La pràctica o praxi (πρᾱξις, en grec antic) és una manera de procedir a l'acció o una acció concreta i particular. És una activitat que transforma el subjecte que la realitza i implica emprendre una filosofia que difereixi de l'especulació o de la contemplació. Els rituals són pràctiques religioses i espirituals.
La pràctica és un mètode de coneixement i saviesa sovint oposat a la teoria, podent ser complementaris i no necessàriament excloents. Es pot relacionar amb el saber fer, i també com a procediment amb l'experiència, l'implementació i l'aplicació.
D'altra banda, està relacionada també amb la poesi, pel fet de ser una activitat creativa o productiva, i es diferencia d'aquesta en que l'objectiu de la pràctica és el perfeccionament.

## A la filosofia
La pràctica, a la filosofia, és un concepte molt antic pressent als presocràtics i la filosofia oriental, on gaudeix d'una gran importància. A la cultura occidental, durant molts anys, per influència de Plató i del cristianisme, s'ha anat menyspreant progresivament l'acció, la corporalitat física i les aplicacions pràctiques enfront dels conceptes ideals i els fruits del pensament. Així i tot, la pràctica interessa a la filosofia grega, com ho demostren els escrits de, per exemple, Aristòtil, que parlen llargament d'ella a la seva Metafísica i a Ètica a Nicòmac.
Alguns autors interpreten el pensament de Karl Marx com filosofia de la praxi, amb especial èmfasi en el paper decisiu que la praxi tenen per al procés de coneixement i de presa de consciència.
En l'actualitat, la filosofia pràctica es presta a posar en pràctica a la vida quotidiana allò que s'ha estudiat anteriorment en la filosofia teòrica. També es defineixen com a pràctics la majoria dels nous moviments apareguts als segle XX (pacifisme, feminisme, etc.), i encara més els "nous" nous moviments del segle xxi.

## A la política
En els escrits del teòric i activista marxista György Lukács, la tasca de l'organització política consisteix a establir una disciplina professional en la praxi política diària. Es designa conscientment la manera d'intervenir més adequada per aclarir les interaccions entre teoria i pràctica.

## A l'escola
Mentre que una lliçó només s'aprofita a nivell intel·lectual, en una aula, les idees es proven i experimenten en el món real, secundades per contemplació reflexiva. D'aquesta manera els conceptes abstractes es connecten amb la realitat viscuda.
Els educadors utilitzen la praxi per descriure paisatges recurrents mitjançant un procés cíclic d'aprenentatge experimental, com en el cicle descrit i popularitzat per David Kolb.